# Lila Avilés
Lila Avilés Solís (Ciudad de México, México, 11 de abril de 1982) es una directora de cine, directora de teatro y actriz mexicana, conocida por su largometraje La camarista. Ganó el Premio Ariel a Mejor Dirección en su 66° edición por su segunda película, Tótem.

## Trayectoria
Se formó en el Centro de Capacitación Cinematográfica (CCC), estudió Artes Escénicas y Dirección de Escena, así como Guion Cinematográfico, también formó parte del Laboratorio de Investigaciones Escénicas de “La maquina de teatro”.
Incursionó en el cine en 2017, con el cortometraje La fertilidad de la tierra, ganador del primer lugar como documental en el ECOFILMEST de ese año.
Su primer largometraje, La camarista, se estrenó en el Festival Internacional de Cine de Toronto de 2018. Con esta película, Avilés obtuvo el premio Ariel de ópera prima, así como la nominación a Mejor Dirección. La cinta también ganó el Ojo a Largometraje Mexicano en el Festival Internacional de Cine de Morelia de 2019. En septiembre de 2019, la Academia Mexicana de Artes y Ciencias Cinematográficas eligió a La camarista como representante de México para la 34 edición de los Premios Goya y la 92 edición de los Premios Óscar. La camarista participó en más de 60 festivales alrededor del mundo, logrando una gran cantidad de galardones a nivel internacional y nacional, más una fuerte acogida de la prensa. Ha sido jurado en el Festival Internacional de Cine de San Sebastián 2021, Festival Internacional de Cine de Morelia (México 2019), FICUNAM (México 2020), Festival Internacional de Lima (Perú 2020), Festival Antofacine (Chile 2020), Nespresso Talents 2019 (Festival Morelia 2022). 
Dirigió el cortometraje Ojo dos veces boca como parte de Women's Tales, producido por Miu Miu y Cine CANIBAL. 
Su película Tótem, fue parte de la selección Oficial en Competencia del Festival Internacional de Cine de Berlín 2023, donde obtuvo el Premio Ecuménico a Mejor Película, la cinta también fue condecorada con el Premio a Mejor Largometraje en el Festival Internacional de Cine de Morelia, donde también fue galardonada con el Premio Cuervo Tradicional; además, su largometraje fue seleccionado para representar a México en la categoría Mejor película internacional de los premios Oscar 2024, sin embargo no logró la nominación.
Durante el 2024, la campaña Role Models de Barbie estuvo enfocada en creadoras de contenido y storytellers, por lo que en consideraron a Lila Avilés como la representante de México para crear su muñeca Barbie, para lo cual se tuvo que involucrar en el diseño y decidir cuáles serían los accesorios que acompañarían a su representación hecha muñeca, los cuales son una cámara cinematográfica y una claqueta de dirección.
 

De su labor cinematográfica, Lila Avilés manifiesta: 
Yo solo sé que quiero ser cineasta, es en donde más feliz me siento, en donde más cómoda me siento donde más lila, me siento donde más libre, dónde se vuelve un delirio al tiempo, pero dónde siento que tengo más posibilidades de ser yo misma.
La vida cotidiana tiene cosas muy hermosas, pero de pronto está llena de prejuicios. El cine me dio la capacidad de ser, sin importar mi género, posición ni nacionalidad.

## Filmografía
| Año  | Título                     | Créditos  | Créditos   | Créditos  | Notas                    |
| Año  | Título                     | Directora | Productora | Guionista | Notas                    |
| ---- | -------------------------- | --------- | ---------- | --------- | ------------------------ |
| 2025 | Músicas                    | Sí        | No         | No        | Cortometraje documental  |
| 2023 | Tótem                      | Sí        | Sí         | Sí        |                          |
| 2023 | Ojo dos veces boca         | Sí        | No         | Sí        | Antología: Women's Tales |
| 2018 | La camarista               | Sí        | Sí         | Sí        |                          |
| 2017 | Bonitas                    | Sí        | No         | No        | Cortometraje             |
| 2017 | Nena                       | Sí        | No         | Sí        | Cortometraje             |
| 2016 | La fertilidad de la tierra | Sí        | No         | Sí        | Cortometraje             |
| 2016 | Dèjá Vu                    | Sí        | No         | Sí        | Cortometraje             |
| 2016 | Reconstrucción             | Sí        | No         | No        | Cortometraje             |
| 2015 | Limerencia                 | Sí        | No         | No        | Cortometraje             |

## Premios
| Año  | Premio                                                   | Categoría                                    | Título       | Resultado        | Ref    |
| ---- | -------------------------------------------------------- | -------------------------------------------- | ------------ | ---------------- | ------ |
| 2024 | Ariel                                                    | Mejor dirección                              | Tótem        | Ganadora         | [ 13 ] |
| 2024 | Ariel                                                    | Mejor guion cinematográfico original         | Tótem        | Ganadora         | [ 13 ] |
| 2024 | Ariel                                                    | Mejor película                               | Tótem        | Ganadora         | [ 13 ] |
| 2024 | Festival Internacional de Cine de Morelia                | Mejor película                               | Tótem        | Ganadora         | [ 13 ] |
| 2024 | Festival Internacional de Cine de Morelia                | Mejor dirección                              | Tótem        | Ganadora         | [ 13 ] |
| 2024 | Festival Internacional de Cine de Morelia                | Mejor largometraje                           | Tótem        | Ganadora         | [ 13 ] |
| 2024 | Piccolo Grande Cinema                                    | Mejor película                               | Tótem        | Ganadora         | [ 13 ] |
| 2024 | Beijing International Film Festival                      | Mejor dirección                              | Tótem        | Ganadora         | [ 13 ] |
| 2024 | Beijing International Film Festival                      | Mejor película                               | Tótem        | Nominada         | [ 13 ] |
| 2024 | Premios Platino del Cine Iberoamericano                  | Mejor dirección                              | Tótem        | Nominada         | [ 13 ] |
| 2024 | Hola Mexico Filme Festival                               | Mexico Today                                 | Tótem        | Nominada         | [ 13 ] |
| 2024 | Latino Entertainment Journalists Association Film Awards | Mejor dirección                              | Tótem        | Nominada         | [ 13 ] |
| 2024 | Film Independent Spirit Awards                           | Mejor película internacional                 | Tótem        | Nominada         | [ 13 ] |
| 2024 | Göteborg Film Festival                                   | Competencia internacional                    | Tótem        | Nominada         | [ 13 ] |
| 2024 | Palm Springs International Film Festival                 | Mejor película en lengua extranjera          | Tótem        | Nominada         | [ 13 ] |
| 2024 | Palm Springs International Film Festival                 | Mejor película iberoamericana                | Tótem        | Nominada         | [ 13 ] |
| 2024 | International Cinephile Society Awards                   | Mejor dirección                              | Tótem        | Nominada         | [ 13 ] |
| 2024 | International Cinephile Society Awards                   | Mejor guion original                         | Tótem        | Nominada         | [ 13 ] |
| 2023 | Festival Internacional de Cine de Hong Kong              | Premio ave de fuego                          | Tótem        | Ganadora         | [ 13 ] |
| 2023 | Festival de Cine de Lima                                 | Mejor película (premio de jurado de ficción) | Tótem        | Ganadora         | [ 13 ] |
| 2023 | Durban International Film Festival                       | Mejor dirección                              | Tótem        | Ganadora         | [ 13 ] |
| 2023 | Mill Valley Film Festival                                | Mind the gap award                           | Tótem        | Ganadora         | [ 13 ] |
| 2023 | Festival de Cine de Denver                               | Premio Krzysztof Kieslowski                  | Tótem        | Ganadora         | [ 13 ] |
| 2023 | Montclair Film Festival                                  | Largometraje de ficción (premio del jurado)  | Tótem        | Ganadora         | [ 13 ] |
| 2023 | Montclair Film Festival                                  | Largometraje de ficción                      | Tótem        | Nominada         | [ 13 ] |
| 2023 | Jersualem Film Festival                                  | Mejor dirección                              | Tótem        | Ganadora         | [ 13 ] |
| 2023 | Jersualem Film Festival                                  | Mejor película internacional                 | Tótem        | Nominada         | [ 13 ] |
| 2023 | Festival Internacional de Cine de Berlín                 | Premio del jurado ecuménico                  | Tótem        | Ganadora         | [ 13 ] |
| 2023 | Festival Internacional de Cine de Berlín                 | Oso de oro de Berlín                         | Tótem        | Nominada         | [ 13 ] |
| 2023 | Festival Internacional de Cine de Chicago                | Mejor largometraje                           | Tótem        | Nominada         | [ 13 ] |
| 2023 | Melbourne International Film Festival                    | Bright Horizons Award                        | Tótem        | Nominada         | [ 13 ] |
| 2023 | Premios Gotham                                           | Mejor película internacional                 | Tótem        | Nominada         | [ 13 ] |
| 2023 | Philadelphia Film Festival                               | Mejor largometraje                           | Tótem        | Nominada         | [ 13 ] |
| 2023 | Calgary International Film Festival                      | Mejor película internacional                 | Tótem        | Nominada         | [ 13 ] |
| 2023 | Athens International Film Festival                       | Mejor película                               | Tótem        | Nominada         | [ 13 ] |
| 2023 | Kerala International Film Festival                       | Faisán dorado                                | Tótem        | Nominada         | [ 13 ] |
| 2023 | Festival Internacional de Cine de San Sebastián          | Horizons Award                               | Tótem        | Nominada         | [ 13 ] |
| 2020 | Diosas de plata                                          | Ópera prima                                  | La camarista | Nominada         | [ 13 ] |
| 2020 | Diosas de plata                                          | Mejor dirección                              | La camarista | Nominada         | [ 13 ] |
| 2020 | Diosas de plata                                          | Mejor guion original                         | La camarista | Nominada         | [ 13 ] |
| 2020 | International Cinephile Society Awards                   | Mejor ópera prima                            | La camarista | Nominada         | [ 13 ] |
| 2019 | Portland International Film Festival                     | Mejor nuevo/a director/a                     | La camarista | Ganadora         | [ 13 ] |
| 2019 | San Francisco International Film Festival                | Nuevo/a director/a                           | La camarista | Ganadora         | [ 13 ] |
| 2019 | Festival de Cine del Mundo de Ámsterdam                  | Mejor película                               | La camarista | Ganadora         | [ 13 ] |
| 2019 | New York Film Critics                                    | Mejor debut como directora                   | La camarista | Ganadora         | [ 13 ] |
| 2019 | Ariel                                                    | Mejor ópera prima                            | La camarista | Ganadora         | [ 13 ] |
| 2019 | Ariel                                                    | Mejor película                               | La camarista | Nominada         | [ 13 ] |
| 2019 | Ariel                                                    | Mejor dirección                              | La camarista | Nominada         | [ 13 ] |
| 2019 | Ariel                                                    | Mejor guion cinematográfico original         | La camarista | Nominada         | [ 13 ] |
| 2019 | Festival de Cine de Lima                                 | Mejor ópera prima                            | La camarista | Ganadora         | [ 13 ] |
| 2019 | Festival de Cine de Lima                                 | Premio de la crítica                         | La camarista | Mención especial | [ 13 ] |
| 2019 | Festival de Cine de Lima                                 | Mejor película de ficción                    | La camarista | Nominada         | [ 13 ] |
| 2019 | Palm Springs International Film Festival                 | Premio al Cine Latino                        | La camarista | Mención especial | [ 13 ] |
| 2019 | Palm Springs International Film Festival                 | Mejor película de lengua extranjera          | La camarista | Nominada         | [ 13 ] |
| 2019 | Palm Springs International Film Festival                 | Nuevas voces                                 | La camarista | Nominada         | [ 13 ] |
| 2019 | FotoFilm Tijuana                                         | Largometraje mexicano                        | La camarista | Nominada         | [ 13 ] |
| 2019 | Festival de Cine Latinoamericano de Toulouse             | Largometraje de ficción                      | La camarista | Nominada         | [ 13 ] |
| 2019 | Athens International Film Festival                       | Mejor película                               | La camarista | Nominada         | [ 13 ] |
| 2019 | Festival de Cine de Taipéi                               | Concurso internacional de nuevos talentos    | La camarista | Nominada         | [ 13 ] |
| 2018 | Festival Internacional de Cine de Morelia                | Mejor película mexicana                      | La camarista | Ganadora         | [ 13 ] |
| 2018 | Jersualem Film Festival                                  | Mejor ópera prima                            | La camarista | Ganadora         | [ 13 ] |
| 2018 | Jersualem Film Festival                                  | Mejor ópera prima internacional              | La camarista | Nominada         | [ 13 ] |
| 2018 | Marrakech International Fim Festival                     | Premio del jurado                            | La camarista | Ganadora         | [ 13 ] |
| 2018 | Marrakech International Fim Festival                     | Mejor largometraje                           | La camarista | Nominada         | [ 13 ] |
| 2018 | Minsk International Film Festival “Listapad”             | Diploma                                      | La camarista | Ganadora         | [ 13 ] |
| 2018 | Minsk International Film Festival “Listapad”             | Premio Victor Turov                          | La camarista | Nominada         | [ 13 ] |
| 2018 | London Film Festival                                     | Mejor ópera prima                            | La camarista | Nominada         | [ 13 ] |
| 2018 | AFI Fest                                                 | Nuevos autores                               | La camarista | Nominada         | [ 13 ] |
| 2018 | Festival Internacional de Cine de San Sebastián          | Nuevos directores                            | La camarista | Nominada         |        |
| 2018 | Festival de Cine de Estocolmo                            | Mejor película                               | La camarista | Nominada         |        |